# François Pierre du Cluzel
François Pierre du Cluzel, marquis de Montpipeau, seigneur de Blanville, est un administrateur français, intendant de la généralité de Tours, né le 4 avril 1734, baptisé le même jour à l'église Saint-Roch à Paris, et mort à Tours le 9 août 1783 .

## Biographie
François Pierre du Cluzel est le fils de Léonard du Cluzel (1680-1765), seigneur de La Chabrerie, fermier général, administrateur de l'Hospice des incurables et de Marie Thérèse Thouzard (1702-1755).
François Pierre du Cluzel a acheté la terre et le château de Montpipeau, à Huisseau-sur-Mauves dans l'Orléanais en 1765. La terre de Montpipeau est érigée en marquisat par lettres patentes du 6 mai 1775.
Conseiller du Roi en tous ses Conseils en 1755, il est nommé intendant de la généralité de Tours en 1766 où il est resté jusqu'à sa mort. 
La route venant d'Espagne s'arrêtait à Tours. En 1765 avait été commencé l'actuel pont Wilson sur les plans de Mathieu de Bayeux. Celui-ci est remplacé en 1773 par l'ingénieur en chef de la généralité, Jean Cadet de Limay, qui avait participé à la construction du pont royal d'Orléans. Malgré l'effondrement d'une pile et d'une arche, le pont est mis en service le 31 décembre 1778. La route d'Espagne n'étant prolongée de Tours à Paris, il avait été décidé de faire cette continuation par Château-Renault et Vendôme, mais l'opposition du duc d'Orléans a bloqué sa réalisation en 1767 malgré l'intervention de l'intendant de Tours. Turgot avait essayé de relancer le projet en 1775, sans succès. 
En 1752, en même temps qu'il envisageait de lancer un nouveau pont sur la Loire, Trudaine avait fait le projet d'un nouveau pont sur le Cher et d'une nouvelle rue reliant les deux ponts à travers Tours, la rue Traversaine, « de la même largeur que celle du pont ». Un arrêt du 16 septembre 1772 fixe les conditions d'ouverture de la rue et des expropriations nécessaires. L'intendant de la généralité a confié à Cadet de Limay la tâche de dessiner les nouvelles façades sur la rue. Son projet est approuvé par le roi le 31 mai 1777. Vu les difficultés pour exproprier les maisons et libérer les terrains nécessaires, à la mort de l'intendant, seules 33 maisons avaient pu être construites.
François Pierre du Cluzel a le projet de remplacer les bâtiments vétustes de l'hôtel de ville, du présidial, de l'élection, des eaux et forêts et même des prisons en profitant de la réalisation de la nouvelle rue. Après la mort de Louis XV, du Cluzel se présente au nouveau ministre Maurepas avec les plans dessinés par Cadet de Limay. Un arrêt du conseil est pris le 6 juin 1777. Les nouveaux bâtiments administratifs ont été construits au débouché sud du pont sur la Loire. Le coût de réalisation de ce projet et la faiblesse des revenus de la ville n'ont permis la fin des travaux qu'en 1828 sous la direction d'Aignan-Robert Cadet de Limay, le fils de Jean Cadet de Limay, ingénieur en chef des ponts et chaussées du département.
L'intendant a aussi entrepris la rénovation d'un canal reliant la Loire au Cher construit sous Louis XI et la construction de la levée sud sur la Loire. Les travaux ont été interrompus par sa mort. Le nouveau canal n'a été achevé qu'en 1828.

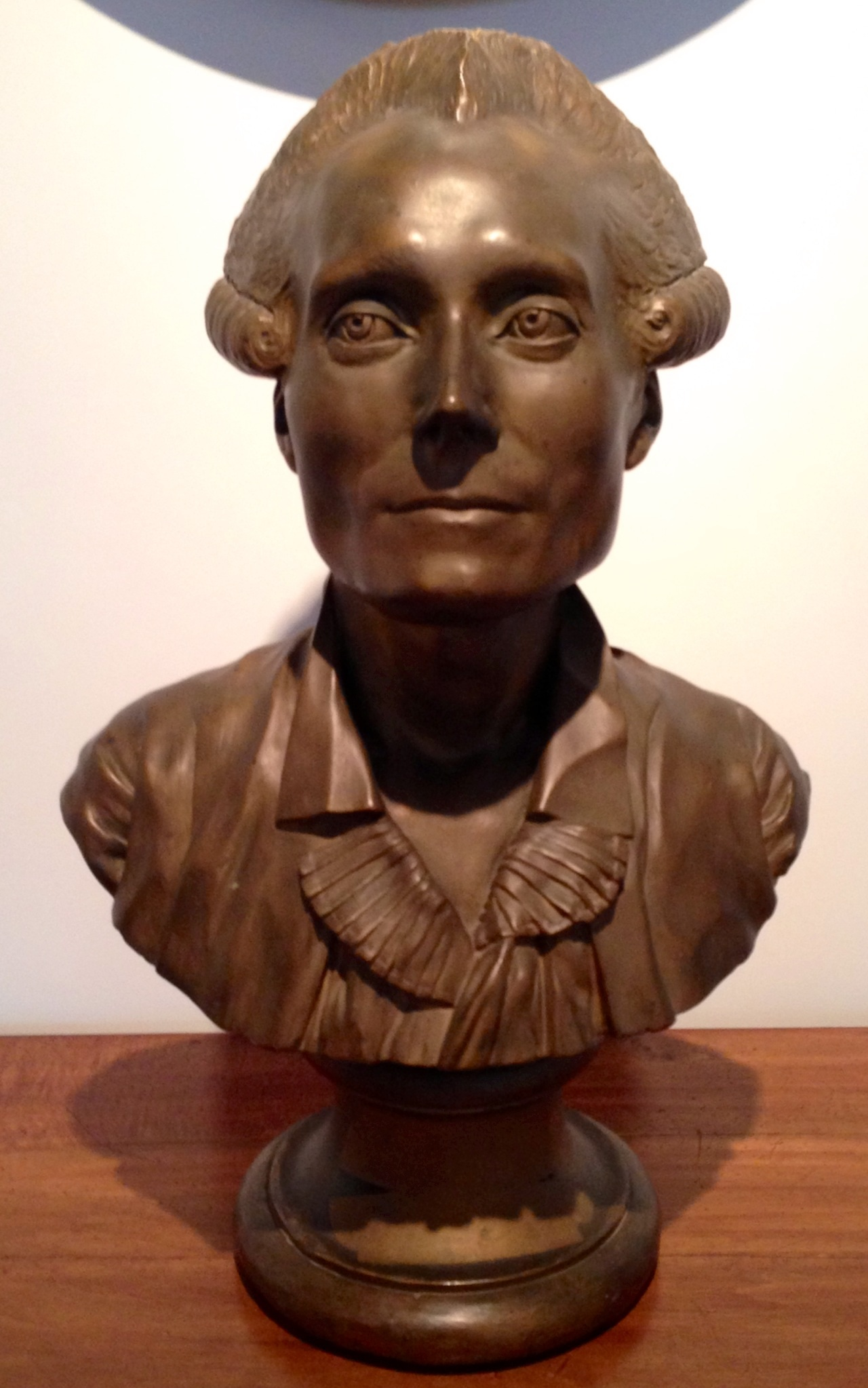
Buste le représentant au musée des beaux-arts de Tours.

En dehors des travaux dans la ville de Tours, François Pierre du Cluzel s'est intéressé au sort des paysans. Il a tenté une réforme de la corvée royale pour l'entretien des grands chemins. Pendant les crises de 1770 et 1775 qui voient le prix du blé augmenter fortement, il fait acheter du blé à l'étranger pour le vendre à un prix inférieur au marché. Cela ne suffit pas pour éviter les troubles dans les marchés ou les ports.
Il lutte contre le vagabondage et la mendicité et crée des ateliers de charité pour donner du travail aux plus pauvres. Il met en place des cours d'accouchement pour former les sages-femmes dans les campagnes. Dans les périodes d'épidémies dans les campagnes, il y envoie des médecins d'épidémie.

## Famille

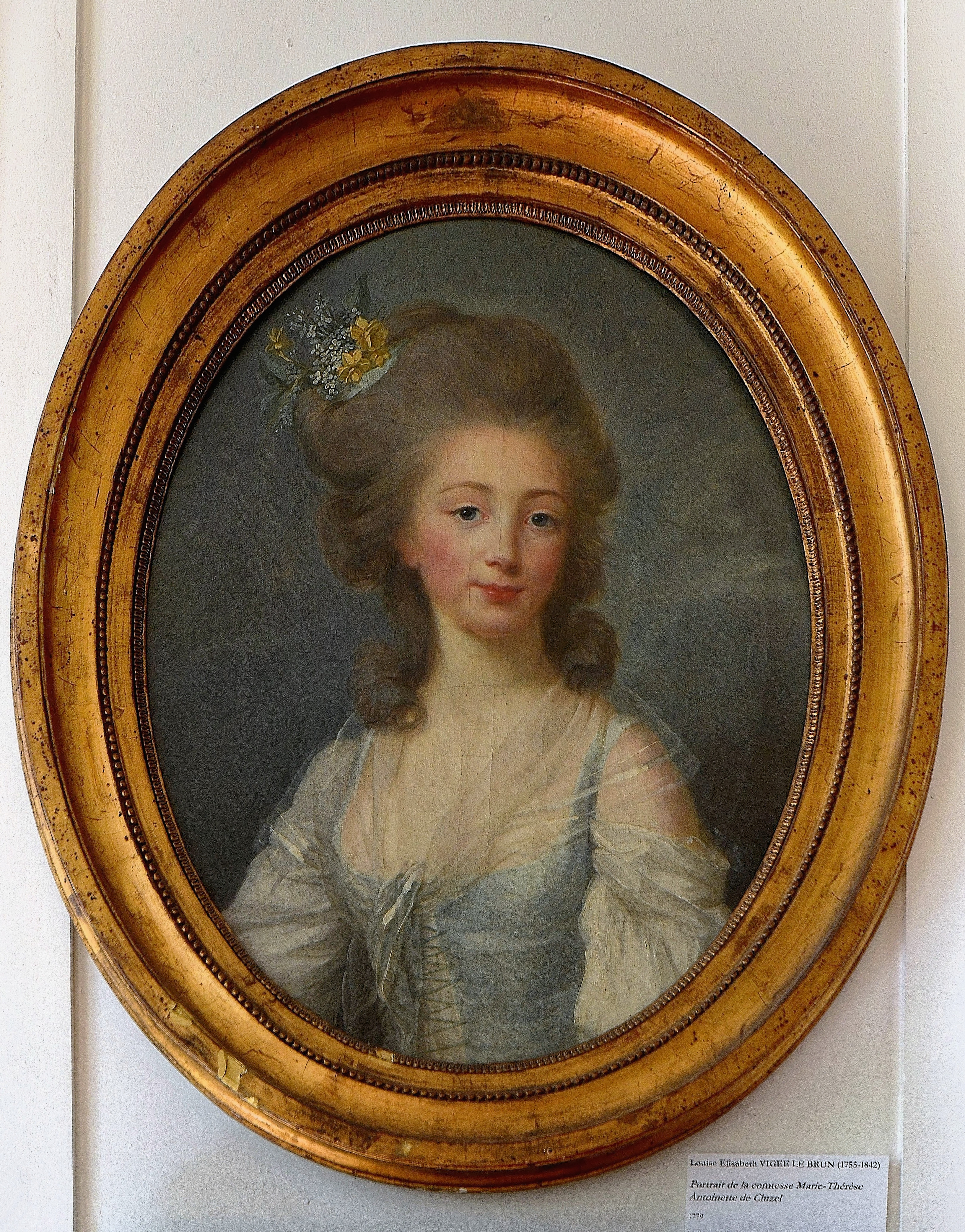
Portrait de la comtesse Marie-Thérèse Antoinette de Cluzel par Élisabeth Vigée Le Brun (1779), musée des Beaux-Arts de Chartres.

Les généalogistes affirment que la seigneurie de Cubjac où se situait le château de Courcel a appartenu aux du Cluzel depuis 1223 jusqu'à 1400, quand Armand du Cluzel en rend hommage à Louis Ier d'Orléans, comte de Périgord,. 
- Pierre du Cluzel, sieur de Villoche, lieutenant-colonel au régiment d'Aubeterre, marié avec Marie de Montagut, 
  - François du Cluzel (Périgueux, 4 mars 1656-1736), seigneur de La Chabrerie, conseiller du roi, président en l’élection de Périgueux, subdélégué de l'intendant de Guyenne, marié à Marie François de Montozon (1658- )
    - Léonard du Cluzel (1680-1765), fermier général, marié en 1725 à Marie Thérèse Thouzard (1702-1755)
      - Marie Thérèse du Cluzel  mariée avec Philippe Étienne des Vieux, Président en la première chambre des requêtes du Parlement de Paris,
        - Léonard Philippe des Vieux (1749- )
        - Dominique Étienne des Vieux (1751- ) marié en 1780 avec Françoise Charlotte Cheruot

      - Françoise Thérèse du Cluzel (vers 1733-1800) mariée en 1750 avec Louis Joseph Bidé de la Grandville, brigadier et colonel d'infanterie,
        - Pétronille Françoise Louise Bidé de la Grandville  mariée avec Jean Louis Anne Marie de Hautefort (1759-1812), comte de Vaudre, marquis de Bruzac et de Bouteville, baron de Marquessac, seigneur de Saint-Jory, Monbayol, Picon, Mèges, etc., colonel du régiment de Boulonnais, gentilhomme de la chambre de Monsieur, maréchal de camp, chevalier de Saint-Louis[6]

      - François Pierre du Cluzel (1734-1783) marié en 1758 avec Marie Françoise de Flandres de Brunville,
        - Marie Thérèse Antoinette du Cluzel (1763-1830), mariée avec son cousin Antoine Marie du Cluzel (1737-1833),
        - Anne Françoise du Cluzel (1775-1850) mariée en 1797 avec Charles de Cossé-Brissac (1776-1802), 
          - Charles Marcel Louis de Cossé-Brissac (1800-1881) marié en 1833 avec sa cousine Marie Antoinette Françoise du Cluzel (1793-1869),
            - Antoine de Cossé-Brissac (1834-1902)  marié en 1857 avec Charlotte de Gontaut-Biron (1840-1873)

        - Pierre François Jean du Cluzel ( -1838), marquis de Montpipeau, seigneur de Blanville, officier au régiment du roi infanterie, marié en 1789 avec Anne Louise de Mathan
          - Anne Antoinette Louise (Lolotte) (1803-1804)
          - Ida du Cluzel ( -1818) mariée en 1811 avec César de Choiseul-Beaupré (1781-1823),
          - Marie Louise Perrette Sara du Cluzel ( -1811) mariée avec  Jean-Baptiste de Percin, marquis de La Valette.

      - Catherine Charlotte du Cluzel (1737-1756), mariée en 1754 avec Louis Le Peletier de Mortefontaine (1730-1799), marquis de Montmélian, seigneur de Mortefontaine, de Stailly, de Beauprès et de Othis, avant-dernier prévôt des Marchands de Paris,
        - Louise Charlotte Le Peletier de Mortefontaine (1756-1840) mariée en 1782 avec Henri Lefèvre d'Ormesson (1751-1808), maire de Paris en 1792,

    - Robert du Cluzel (vers 1682- vivant en 1764), jésuite
    - Jeanne du Cluzel (1682-1717) mariée en 1697 à Bernard du Ceyron (1659-1748), maire de Périgueux en 1721,
    - Jeanne Marie du Cluzel (1687- ) mariée à François Joseph de Chancel, sieur de Lagrange (1677-1758)
    - François du Cluzel (1696-1782), seigneur de Biarniex de La Chabrerie et du But, officier de mousquetaire de la garde du roi, chevalier de Saint-Louis, marié à Marie Dupeyroux,
      - Françoise Léonarde du Cluzel (1735-1821) mariée en 1753 avec Bernard Dufaure Faure / de Rochefort (1724-avant 1796), président trésorier au bureau des finances de Guyenne
        - Germain François Faure / Dufaure, comte de Rochefort

      - Antoine Marie du Cluzel (1737-1833), comte du Cluzel, capitaine de dragons au régiment des Gardes françaises, il s'est expatrié pendant la Révolution. Le prince de Nassau lui a proposé d'entrer dans sa cour, mais il préfère rentrer en France en 1800. La Restauration l'a fait maréchal de camp, puis lieutenant général des armées du roi honoraire, commandeur de l'ordre de Saint-Louis. Il réside alors au château de Blanville, à Saint-Luperce. Il s'est marié en premières noces, en 1775, avec Perpétue Thomas du Fossé (1753-1776), marié en secondes noces, en 1778, avec sa cousine, Marie Thérèse Antoinette du Cluzel (1763-1830)[7],[8].
        - Marie Antoinette Françoise du Cluzel (1793-1869)  mariée en premières noces, en 1811, avec Louis Frédéric Ghislain de Mérode (1792-1830)[9], en secondes noces, en 1833, avec Charles Marcel Louis de Cossé-Brissac (1800-1881), fils de Charles de Cossé-Brissac (1776-1802) et de Anne Françoise du Cluzel (1775-1850)

      - Pierre François du Cluzel (1747-1782), prêtre, chanoine de Tours à 14 ans, grand vicaire de Tours, chanoine de la cathédrale du Mans 1773-, archidiacre de Château-du-Loir 1774-, abbé commendataire de l'abbaye Notre-Dame de la Chaume 1778-1782
      - Antoine Robert du Cluzel (1749-1795), vicomte du Cluzel, major des vaisseaux du roi, chevalier de l'ordre de Saint-Louis, membre de la Société des Cincinnati[10].

    - Catherine du Cluzel mariée en 1709 à Pierre du Castaing, seigneur de Saint-Angel.

Blason des du Cluzel

## Héraldique
Armorial de la noblesse du Périgord : D'or au chêne terrassé de sinople glanté d'or, au cerf passant de gueule brochant sur le fût de l'arbre.
Dictionnaire universel de la Noblesse de France : D'or, à un pin de sinople, et un cerf passant de gueules, brochant sur le tout.

## Hommage
Une rue de Tours porte le nom de du Cluzel en son honneur